# Лична карта Хрватске
Лична карта Хрватске (Osobna iskaznica) је лична карта која се издаје хрватским држављанима, са тим да су особе старије од 18 година са пребивалиштем у Хрватској у обавези да поседују важећу личну карту. Личну карту могу извадити хрватски држављани који имају пребивалиште изван Хрватске.
Особа са навршених 16 година, а коме је суд допустио склапање брака као малолетнику и има пребивалиште у Хрватској је такође у обавези да поседује важећу личну карту.
Није позната најмање навршена година старости за издавање личне карте, али се из Закона о особној исказници може закључити да и деца млађа од 12 година могу имати извадити личну карту.

## Издавање и рок важења личне карте
Личну карту издаје полицијска управа, односно полицијска станица у року од 30 дана од поднетог захтева за издавање личне карте. Постоји могућност да се лична карта изда у убрзаном и хитном поступку. У убрзаном поступку, лична карта карта се издаје у року од 10 дана, а у хитном поступку у року од 3 дана.
Рок важења личне карте је 5 година, осим за особе са навршених 70 и више година када им се издаје на 40 година и за особе чији се отисци не могу узети када им се издаје лична карта на 12 месеци.

## Образац личне карте
Образац личне карте штампа се на хрватском језику и на енглеском језику, а попуњавају се подаци само на хрватском језику. Подаци који се уносе у личну карту су:
- Слика
- Потпис
- Име и презиме
- Датум рођења
- Пол
- Држављанство
- Рок важења
- Датум издавања
- Пребивалиште
- Полицијска управа или полицијска станица која је издала личну карту
- Лични идентификациони број
- Машински читљива зона

Са свим верзијама личне карте изадатих од 2003. се може путовати живети у Европској унији, док старије верзије из 2003. године не може, које вреде искључиво у Хрватској.